# 6230 Fram
A 6230 Fram (ideiglenes jelöléssel (6230) 1984 SG1) a Naprendszer kisbolygóövében található aszteroida. Zdenka Vávrová fedezte fel 1984. szeptember 27-én.